# ウィーンフィル・ニューイヤーコンサート1992
ウィーンフィル・ニューイヤーコンサート1992（ドイツ語: Neujahrskonzert der Wiener Philharmoniker 1992）は、ウィーン・フィルハーモニー管弦楽団による1992年のニューイヤーコンサート。指揮者はカルロス・クライバーが務めた（2回目、最後）。

## エピソード
本来はレナード・バーンスタインが指揮者を務める予定だったが、バーンスタインの死去を受けて、クライバーが代わりに指揮棒を振ることになった。
ニューイヤーコンサートに先立って開催されるジルベスターコンサートの休憩時間中、クライバーは当時のオーストリア大統領クルト・ヴァルトハイムと個人的な会話をしていた際、突然スロヴェニアとクロアチアをただちに国家承認してほしいという政治に関する要求を持ち出し、ヴァルトハイム大統領を驚かせたという。
ポルカ『観光列車』を指揮する際、クライバーは自らトランペットを吹いた。これはフランツ・マイラーの「メロディーをオーケストラに吹かせてはなりません。それは以前車掌が発車のときに吹いたものです」という助言によるものである。

## 演奏曲目

### 第1部
- オペラ『ウィンザーの陽気な女房たち』序曲（オットー・ニコライ）
  - 1992年はウィーン・フィル創設150周年であり、ニコライはウィーン・フィルの創設者である。
- ポルカ『町と田舎』（ヨハン・シュトラウス2世）
- ワルツ『オーストリアの村つばめ』（ヨーゼフ・シュトラウス）
- 『鍛冶屋のポルカ』（ヨーゼフ・シュトラウス）
- ポルカ『観光列車』（ヨハン・シュトラウス2世）

### 第2部
- オペレッタ『ジプシー男爵』序曲（ヨハン・シュトラウス2世）
- ワルツ『千夜一夜物語』（ヨハン・シュトラウス2世）
- 『新ピツィカート・ポルカ』（ヨハン・シュトラウス2世）
- 『ペルシャ行進曲』（ヨハン・シュトラウス2世）
- 『トリッチ・トラッチ・ポルカ』（ヨハン・シュトラウス2世）
- ワルツ『天体の音楽』（ヨーゼフ・シュトラウス）
- ポルカ・シュネル『雷鳴と稲妻』（ヨハン・シュトラウス2世）
- ポルカ・シュネル『騎手』（ヨーゼフ・シュトラウス）

### アンコール
- ワルツ『美しく青きドナウ』（ヨハン・シュトラウス2世）
- 『ラデツキー行進曲』（ヨハン・シュトラウス1世）